# Myrmecodia beccarii
Myrmecodia beccarii är en måreväxtart som beskrevs av Joseph Dalton Hooker. Myrmecodia beccarii ingår i släktet Myrmecodia och familjen måreväxter. Inga underarter finns listade i Catalogue of Life.